# Melanis mithrophorus
Melanis mithrophorus är en fjärilsart som beskrevs av Adalbert Seitz 1913. Melanis mithrophorus ingår i släktet Melanis och familjen Riodinidae. Inga underarter finns listade i Catalogue of Life.